# Francisco de Melo
Pour les articles homonymes, voir Melo (homonymie).
Francisco de Melo (Estremoz 1597 – Madrid 18 décembre 1651), marquis de Tor de Laguna, comte d'Assumar, était un diplomate portugais au service de l'Espagne, qui fut, de 1641 à 1644, gouverneur (par intérim) des Pays-Bas espagnols et commandant en chef des troupes espagnoles dans cette même province.
Gentilhomme de la Chambre du roi Philippe IV de 1621 à 1632, il mena par la suite une longue carrière de diplomate à des postes de première importance : ambassadeur d'Espagne auprès de la république de Gênes de 1632 à 1636 ; vice-roi de Sicile en 1638 ; ambassadeur à Vienne en 1640, vice-roi d'Aragon de 1647 à 1649.
Parrainé par Olivares qui lui montre une très grande confiance, il est envoyé aux Pays-Bas. Après la mort du cardinal-infant le 9 novembre 1641, il est nommé dans la jointe du gouvernement, auprès, notamment, de Jacques Boonen, archevêque de Malines, et Pieter Roose, chef-président du Conseil privé. Dès le mois de décembre, il est décidé à Madrid qu'il sera le prochain gouverneur général, et, le 15 janvier 1642, il fait son entrée solennelle à Bruxelles. Immédiatement après, il repart en campagne à la tête de l'Armée des Flandres.
Durant la guerre franco-espagnole, le 20 avril 1642, après la prise de Lens, Don Francisco de Melo vient mettre le siège devant La Bassée pour la reprendre au général français Charles, duc de la Meilleraye. Le front s’étend de Douvrin à Auchy. Et pour se garantir de toute attaque par derrière, Don Francisco fait creuser sur toute la ligne un large fossé bordé de parapets. Trois semaines plus tard, une armée française venue pour délivrer Lens s’élance au secours de La Bassée et de ses quelque 3000 défenseurs. Mais le 13 mai 1642, La Bassée se rend aux Espagnols après un siège héroïque au cours duquel les assaillants ont tiré plus de 12 000 coups de canon. Alors, le pillage, la panique et la misère s’étendent à tous les alentours. La forteresse ne sera reprise aux Espagnols qu'en 1648, par le maréchal français Gassion. Continuant sa progression, il partit à la rencontre d'une armée française dirigée par le maréchal de La Guiche qu'il défit à la bataille de Honnecourt. En récompense, le roi l'éleva à la qualité de grand d'Espagne, et lui alloua le titre de marquis de Tor de Laguna. Malgré son manque d'expérience militaire, toutes ces victoires suscitent beaucoup d'espoirs à Madrid, et, même après la chute de son protecteur Olivares en janvier 1643, Melo se voit garantir le maintien de sa position par le roi lui-même.
Mais il est surtout connu de nos jours pour avoir été battu par le jeune prince de Condé (1621–1686) lors de la bataille de Rocroi, en 1643. Cette défaite effaça des mémoires sa victoire à Honnecourt, l'année précédente. Il perdit encore Thionville en 1644, fut relevé de ses fonctions et nommé vice-roi de Catalogne en 1645, puis membre du Conseil d’État à Madrid en 1646. Il devait aussi être démis de la charge de vice-roi par suite des difficultés rencontrées auprès des Français et des Catalans.